# 滴水灘瀑布
滴水灘瀑布是中華人民共和國貴州省關嶺布依族苗族自治縣的一個瀑布，屬於白水河的一部分，總落差達410米，共分三層，是貴州最高的瀑布。1994年12月被評為省級風景名勝區。
2020年8月23日，一名68歲男子和一名30多歲女子沿滴水灘瀑布第三層往下速降時，被困於瀑布半腰。8月25日，救援人員趕到瀑布現場時，發現女子已被水沖落至水潭身亡。被懸在瀑布中段的男子也已確認遇難。